# Салімабад (Марказі)
Салімабад (перс. سليماباد) — село в Ірані, у дегестані Хенеджін, в Центральному бахші, шахрестані Коміджан остану Марказі. За даними перепису 2006 року, його населення становило 1020 осіб, що проживали у складі 264 сімей.

## Клімат
Середня річна температура становить 11,04°C, середня максимальна – 30,70°C, а середня мінімальна – -12,31°C. Середня річна кількість опадів – 260 мм.
| Клімат поселення                              | Клімат поселення | Клімат поселення | Клімат поселення | Клімат поселення | Клімат поселення | Клімат поселення | Клімат поселення | Клімат поселення | Клімат поселення | Клімат поселення | Клімат поселення | Клімат поселення | Клімат поселення |
| Показник                                      | Січ.             | Лют.             | Бер.             | Квіт.            | Трав.            | Черв.            | Лип.             | Серп.            | Вер.             | Жовт.            | Лист.            | Груд.            |                  |
| Середній максимум, °C                         | 5,95             | 7,94             | 12,94            | 18,88            | 23,38            | 29,95            | 30,70            | 29,76            | 25,28            | 19,48            | 12,42            | 6,67             |                  |
| Середня температура, °C                       | −3,18            | −1,18            | 3,82             | 9,75             | 14,24            | 20,81            | 24,69            | 23,74            | 19,25            | 13,45            | 6,41             | 0,65             |                  |
| Середній мінімум, °C                          | −12,31           | −10,32           | −5,32            | 0,62             | 5,12             | 11,68            | 18,66            | 17,73            | 13,22            | 7,44             | 0,37             | −5,38            |                  |
| Норма опадів, мм                              | 36               | 34               | 47               | 37               | 34               | 6                | 1                | 1                | 0                | 8                | 22               | 34               |                  |
| Середньомісячна швидкість вітру, м/с          | 1.36             | 1.95             | 2.74             | 2.96             | 2.56             | 2.41             | 2.37             | 2.26             | 2.16             | 2.04             | 1.86             | 1.25             |                  |
| Середньомісячна сонячна радіація, кДж/м²·день | 9038             | 12080            | 14687            | 18106            | 22165            | 26811            | 25995            | 23988            | 20776            | 15300            | 10857            | 8909             |                  |
| --------------------------------------------- | ---------------- | ---------------- | ---------------- | ---------------- | ---------------- | ---------------- | ---------------- | ---------------- | ---------------- | ---------------- | ---------------- | ---------------- | ---------------- |
| Джерело:                                      |                  |                  |                  |                  |                  |                  |                  |                  |                  |                  |                  |                  |                  |